# ザ・トーチ
ザ・トーチ（英語：The Torch）もしくはザ・マリーナ・トーチ（The Marina Torch）、ドバイ・トーチ（Dubai Torch）、ドバイ・トーチ・タワー（Dubai Torch Tower） は、アラブ首長国連邦のドバイにある高さ330メートル、79階建ての超高層マンションである。同国の海沿いにあるドバイマリーナ地区に位置し、2011年の完成時には、オーストラリアゴールドコーストのQ1を抜いて世界で最も高さのある住居施設となった。この記録は、2012年に通りを挟んで向かい側に建つプリンセスタワーによって破られた。
2015年2月21日には火災が発生し、損傷を受けている。

## 歴史
当初ハティーブ・アンド・アラミ（Khatib & Alami）により地上74階、地下3階に加えて地上4階までを下層部とし、延面積111,832m2で設計された。住居は寝室1室から3室までのタイプに分かれる504室と、2室分の大型住居4室。地下の3階層と下層部の一部を駐車場として536台を収容、5階と6階にプール、フィットネスクラブ、トレーニングジム、カフェテリア、有酸素運動室、外壁に囲われた中庭状のテラスを設ける計画であった。
しかし、当初の発注者であったアル・ラシディーン・トレーディング（Al Rashideen Trading）からセレクト・グループ（Select Group）に計画が譲渡とされた。セレクト・グループは新たに建築コンサルタントにナショナル・エンジニアリング・ビューロー（National Engineering Bureau）を選定、コンセプトの見直しと計画遅延が発生することになったがドバイ市の許可を得るべく安全性の確保を行うこととなった。
ドバイからの許可が遅れた理由は、ナショナル・エンジニアリング・ビューローによる設計変更と、それに伴って構造上の瑕疵が発生したとの風聞に基づくものであった。
計画から遅れること18ヶ月の2007年4月の段階で、未だ基礎部分が着工したに過ぎなかった。完成時期は2008年6月から2009年末にまで伸ばされ、さらに2011年にまで伸びた。竣工は、2011年5月となった。
完成したザ・トーチは、676室の住居と、ホテルやレストランとして運用可能な商業エリア6ユニットを有した。2015年の価格は、1ベッドルームタイプで1,628,000UAEディルハムからとなっている。ザ・トーチの建っている地区には複数の超高層マンションがあり、専門技術を有する移民の居住者も多い。

### 2015年の火災
現地時間2015年2月21日午前2時頃、火事が発生した。火災に遭った階から破片が地上へ落ちる様子が撮影されている。50階付近で発生した火災は、強風と燃える破片の影響で広がり、この事態は消防当局により重大な災害とみなされ、付近の高速道路には渋滞が発生した。3時間後に鎮火し犠牲者はなかったが、7人が煙を吸って治療を受けた。
50階から上の外壁には、焦げ付いた跡が残った。2月28日の時点で101室が居住不能となっており、居住者にはホテルや家屋が無償で提供されている。

## ギャラリー

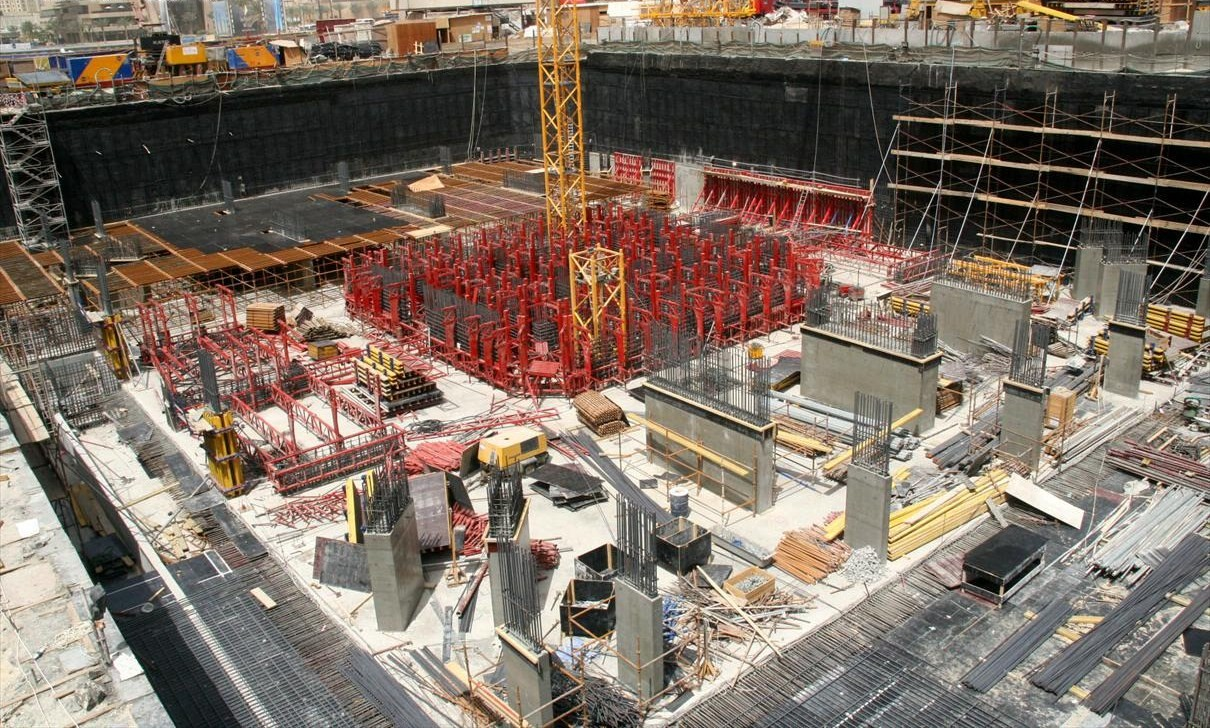
建築中のザ・トーチ（2007年5月18日）
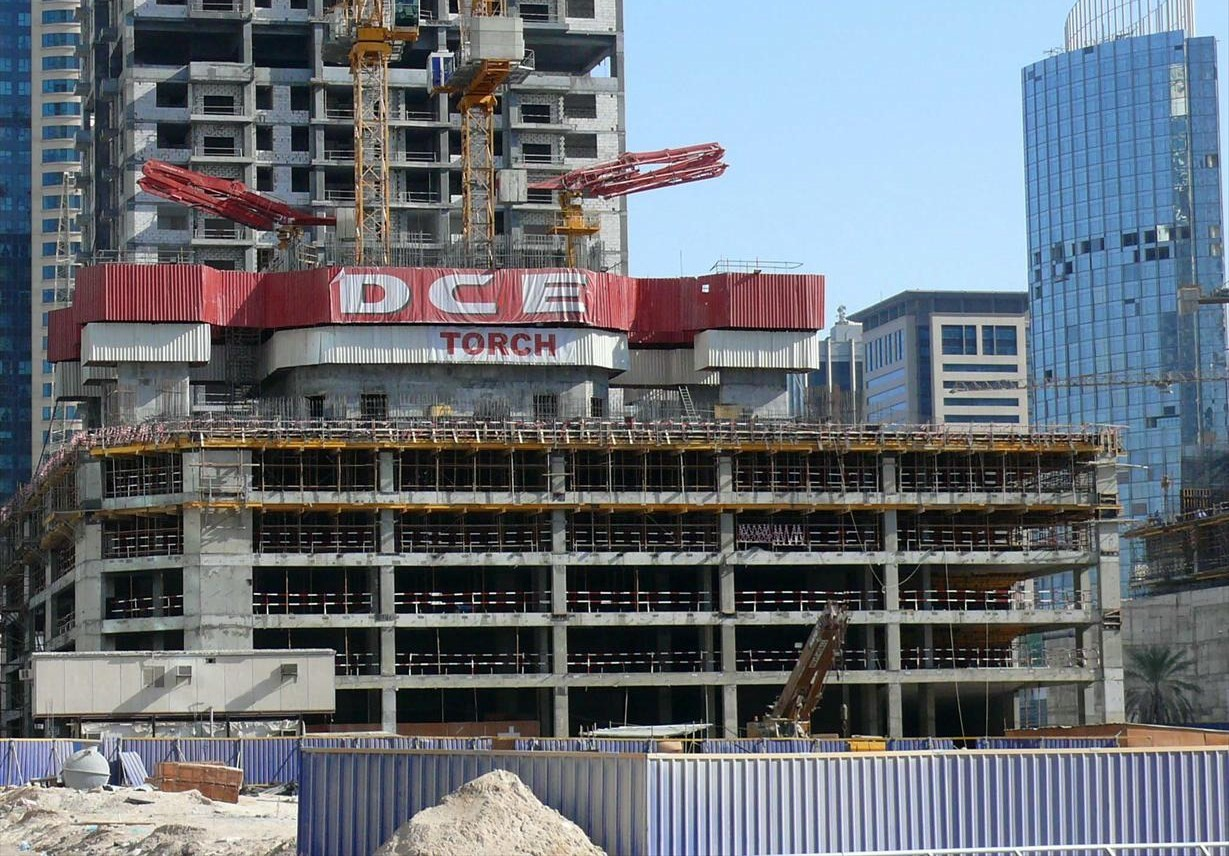
建築中のザ・トーチ（2007年12月20日）
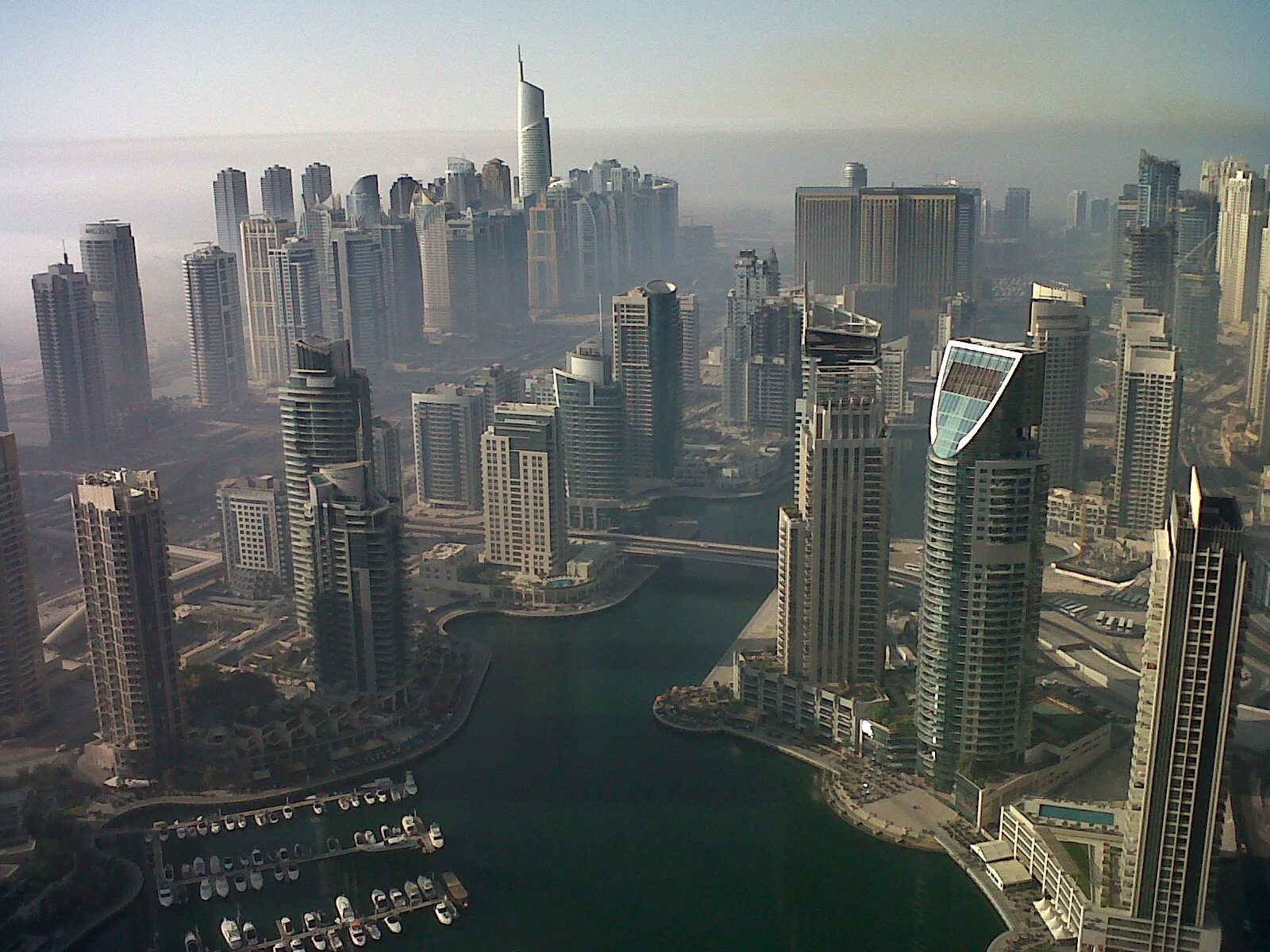
ザ・トーチ64階から見たドバイマリーナ（2011年10月7日）
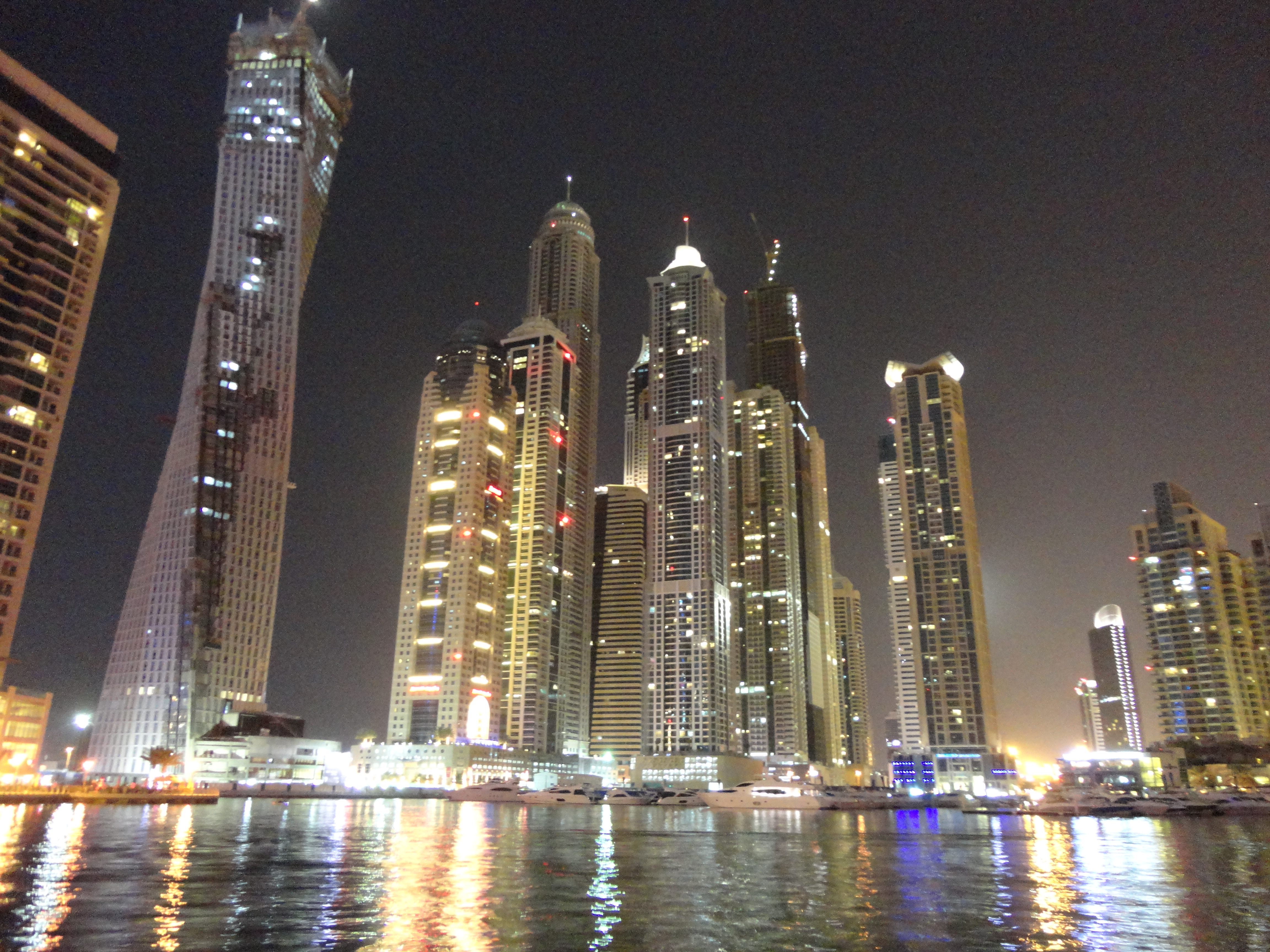
夜のドバイマリーナ。上部が白く輝く中央のビルがザ・トーチ。